# Équipe du Brésil masculine de handball au Championnat du monde 2021
Cet article relate le parcours de l'équipe du Brésil masculine de handball lors du Championnat du monde 2021 ayant lieu en Égypte. Il s'agit de la 15e participation du Brésil aux Championnats du monde.

## Présentation

### Qualification
Le Brésil termine 2e du Championnat d'Amérique du Sud et centrale masculin de handball 2020 derrière l'Argentine  et obtient ainsi sa qualification pour le Championnat du monde 2021.

## Résultats

### Tour préliminaire
|   | Équipe  | Pts | J | G | N | P | Bp | Bc | Diff |
| - | ------- | --- | - | - | - | - | -- | -- | ---- |
| 1 | Espagne | 5   | 3 | 2 | 1 | 0 | 92 | 85 | 7    |
| 2 | Pologne | 4   | 3 | 2 | 0 | 1 | 89 | 78 | 11   |
| 3 | Brésil  | 2   | 3 | 0 | 2 | 1 | 84 | 94 | -10  |
| 4 | Tunisie | 1   | 3 | 0 | 1 | 2 | 90 | 98 | -8   |

| 15 janvier 2021 19h00 | Espagne         | 29 – 29   | Brésil            | Handball Hall, « nouvelle capitale » Arbitrage : Ivan Pavićević et Miloš Ražnatovic |
| 15 janvier 2021 19h00 | Trois joueurs 4 | (16 – 13) | Moraes, Langaro 6 | Handball Hall, « nouvelle capitale » Arbitrage : Ivan Pavićević et Miloš Ražnatovic |
| 15 janvier 2021 19h00 | ×4              | Rapport   | ×6                | Handball Hall, « nouvelle capitale » Arbitrage : Ivan Pavićević et Miloš Ražnatovic |

| 17 janvier 2021 19h00 | Tunisie                 | 32 – 32   | Brésil               | Handball Hall, « nouvelle capitale » Arbitrage : Mads Hansen (da) et Jesper Madesen |
| 17 janvier 2021 19h00 | Mohamed Amine Darmoul 9 | (20 – 16) | Hackbarth, Langaro 6 | Handball Hall, « nouvelle capitale » Arbitrage : Mads Hansen (da) et Jesper Madesen |
| 17 janvier 2021 19h00 | ×2 ×6                   | Rapport   | ×4                   | Handball Hall, « nouvelle capitale » Arbitrage : Mads Hansen (da) et Jesper Madesen |

| 19 janvier 2021 21h30 | Brésil    | 23 – 33   | Pologne                          | Handball Hall, « nouvelle capitale » Arbitrage : Ivan Pavićević et Miloš Ražnatovic |
| 19 janvier 2021 21h30 | Langaro 4 | (11 – 13) | Szymon Sićko, Arkadiusz Moryto 6 | Handball Hall, « nouvelle capitale » Arbitrage : Ivan Pavićević et Miloš Ražnatovic |
| 19 janvier 2021 21h30 | ×4        | Rapport   | ×1 ×4                            | Handball Hall, « nouvelle capitale » Arbitrage : Ivan Pavićević et Miloš Ražnatovic |

### Tour principal
|   | Équipe    | Pts | J | G | N | P | Bp  | Bc  | Diff |
| - | --------- | --- | - | - | - | - | --- | --- | ---- |
| 1 | Espagne   | 9   | 5 | 4 | 1 | 0 | 162 | 134 | 28   |
| 2 | Hongrie   | 8   | 5 | 4 | 0 | 1 | 160 | 131 | 29   |
| 3 | Allemagne | 5   | 5 | 2 | 1 | 2 | 153 | 122 | 31   |
| 4 | Pologne   | 5   | 5 | 2 | 1 | 2 | 138 | 119 | 19   |
| 5 | Brésil    | 3   | 5 | 1 | 1 | 3 | 136 | 139 | -3   |
| 6 | Uruguay   | 0   | 5 | 0 | 0 | 5 | 88  | 192 | -104 |

| 21 janvier 2021 19h00 | Hongrie         | 29 – 23   | Brésil           | Handball Hall, « nouvelle capitale » Arbitrage : Arthur Brunner et Morad Salah |
| 21 janvier 2021 19h00 | Bence Bánhidi 5 | (16 – 11) | Haniel Langaro 8 | Handball Hall, « nouvelle capitale » Arbitrage : Arthur Brunner et Morad Salah |
| 21 janvier 2021 19h00 | ×2 ×4           | Rapport   | ×3               | Handball Hall, « nouvelle capitale » Arbitrage : Arthur Brunner et Morad Salah |

| 23 janvier 2021 21h30 | Allemagne        | 31 – 24   | Brésil           | Handball Hall, « nouvelle capitale » Arbitrage : Lars Jørum et Håvard Kleven (no) |
| 23 janvier 2021 21h30 | Johannes Golla 7 | (16 – 12) | Rogério Moraes 6 | Handball Hall, « nouvelle capitale » Arbitrage : Lars Jørum et Håvard Kleven (no) |
| 23 janvier 2021 21h30 | ×1 ×6            | Rapport   | ×1 ×3            | Handball Hall, « nouvelle capitale » Arbitrage : Lars Jørum et Håvard Kleven (no) |

| 25 janvier 2021 16h30 | Brésil         | 37 – 17  | Uruguay         | Handball Hall, « nouvelle capitale » Arbitrage : Samir Krichen et Samir Makhlouf |
| 25 janvier 2021 16h30 | José Luciano 7 | (18 – 7) | Trois joueurs 3 | Handball Hall, « nouvelle capitale » Arbitrage : Samir Krichen et Samir Makhlouf |
| 25 janvier 2021 16h30 | ×1 ×2          | Rapport  | ×2              | Handball Hall, « nouvelle capitale » Arbitrage : Samir Krichen et Samir Makhlouf |

## Statistiques et récompenses

### Buteurs
| Rang  | Joueur             | Tot. | Tirs | %     | MJ | Moy. |
| ----- | ------------------ | ---- | ---- | ----- | -- | ---- |
| 1     | Haniel Langaro     | 30   | 49   | 61 %  | 6  | 5    |
| 2     | Gustavo Rodrigues  | 23   | 38   | 61 %  | 6  | 3,83 |
| 3     | Rogério Moraes     | 22   | 31   | 71 %  | 6  | 3,67 |
| 4     | Rudolph Hackbarth  | 21   | 30   | 70 %  | 6  | 3,5  |
| 5     | Guilherme Torriani | 14   | 22   | 64 %  | 5  | 4,4  |
| 6     | Fábio Chiuffa      | 12   | 20   | 60 %  | 6  | 2    |
| 7     | José Luciano       | 9    | 13   | 69 %  | 6  | 1,5  |
| 7     | Henrique Teixeira  | 9    | 18   | 50 %  | 5  | 1,8  |
| 9     | João Silva         | 8    | 18   | 44 %  | 6  | 1,5  |
| 10    | José Toledo        | 7    | 17   | 41 %  | 4  | 1,75 |
| 11    | Vinícius Teixeira  | 6    | 7    | 86 %  | 6  | 1    |
| 12    | Arthur Patrianova  | 4    | 13   | 31 %  | 5  | 0,8  |
| 13    | Thiago Ponciano    | 2    | 4    | 50 %  | 6  | 0,33 |
| 14    | Rangel da Rosa     | 1    | 1    | 100 % | 6  | 0,17 |
| Total | Total              | 168  | 286  | 59 %  | 6  | 28   |

### Gardiens de but
| N°    | Nom             | %    | Arrêts | Tirs | MJ | Moy. |
| ----- | --------------- | ---- | ------ | ---- | -- | ---- |
| 1     | Rangel da Rosa  | 27 % | 34     | 126  | 6  | 5,67 |
| 2     | Maik dos Santos | 25 % | 13     | 51   | 5  | 2,6  |
| 3     | César Almeida   | 23 % | 11     | 47   | 6  | 1,83 |
| Total | Total           | 27 % | 63     | 234  | 6  | 10,5 |